# Romualdo Antônio Franco de Sá
Romualdo Antônio Franco de Sá (? — ?) foi um político brasileiro.
Foi vice-presidente da província do Maranhão, exercendo a presidência interinamente de 27 a 28 de fevereiro de 1828.